# Daniel Lloyd

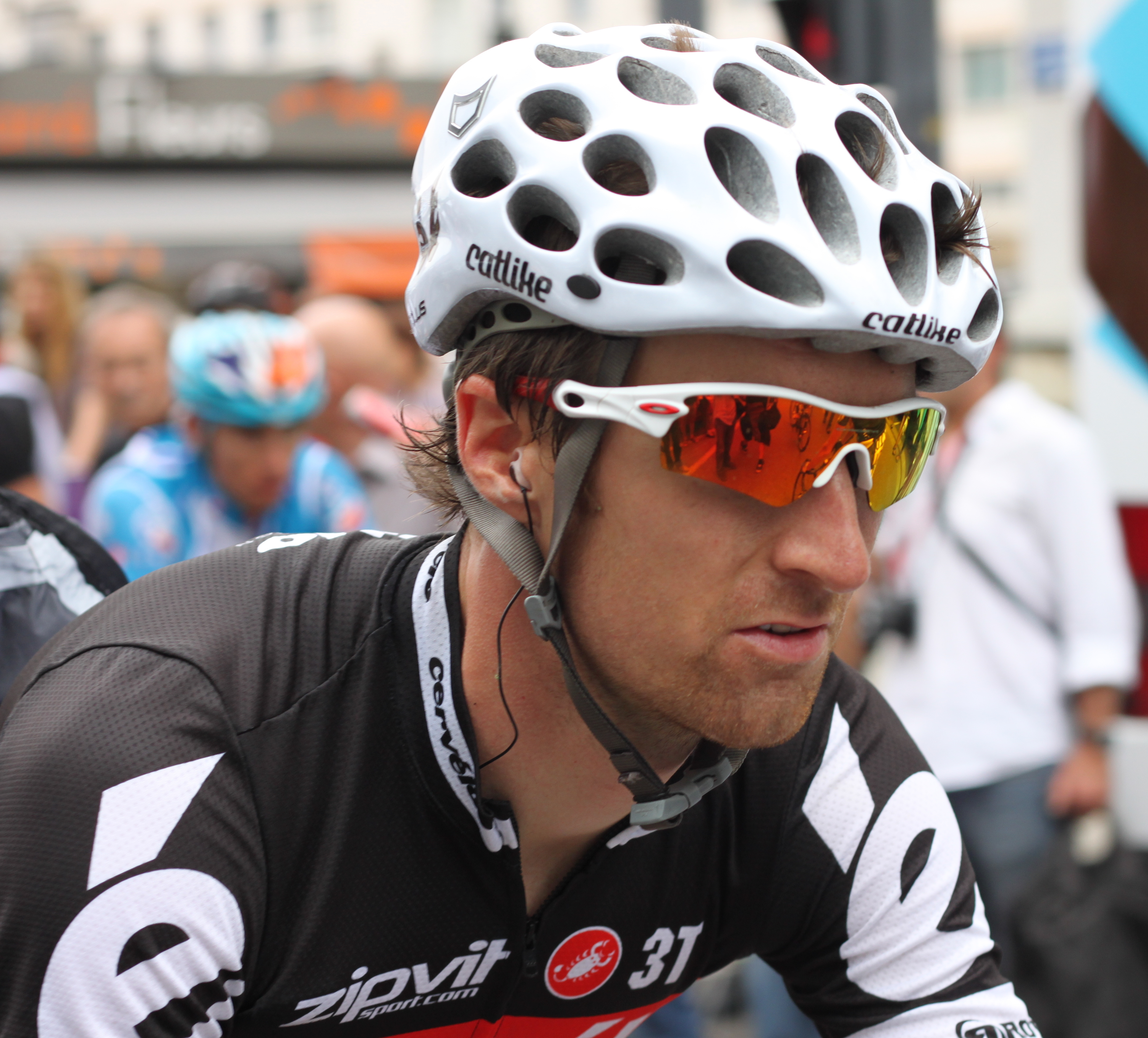
Daniel Lloyd bei dem Critérium du Dauphiné 2010

Daniel Lloyd (* 11. August 1980 in Christchurch, England) ist ein ehemaliger britischer Radrennfahrer, späterer Sportlicher Leiter und heutiger Radsportkommentator.

## Werdegang
Lloyd begann seine internationale Karriere 2003 bei dem britischen Radsportteam Endura Sport. Im Jahr 2006 gewann er für das taiwanesische Continental Team Giant Asia eine Etappe der Tour of Qinghai Lake und beendete das Rennen auf dem vierten Platz der Gesamtwertung. 2008 gewann er als Mitglied der irischen Mannschaft An Post die Gesamtwertung der Vuelta a Extremadura. Seinen ersten Vertrag bei einer Mannschaft einer höheren Kategorie erhielt er 2009 beim schweizerischen Cervélo TestTeam, einem Professional Continental Team, und wechselte 2011 nach dessen Fusion zum US-amerikanischen ProTeam Garmin-Cervélo. In dieser Zeit bestritt und beendete er den Giro d’Italia 2009 und 2010 sowie die Tour de France 2010 auf den Plätzen 114, 103 und 164.
Ende der Saison 2012 beendete er seine Karriere als Berufsradfahrer beim Team IG-Sigma Sport, dessen Sportlicher Leiter er daraufhin wurde. Später war er als Radsportkommentator beim Fernsehsender Eurosport und beim Internetdienst Global Cycling Network tätig. Durch einen Aprilscherz wurde 2016 erfolgreich die Falschmeldung verbreitet, Lloyd unternehme ein Comeback als Fahrer des UCI WorldTeams Dimension Data.

## Erfolge
2006
- eine Etappe Tour of Qinghai Lake

2008
- Gesamtwertung und Mannschaftszeitfahren Vuelta a Extremadura

## Teams
- 2003 Endurasport.com-Principia
- 2004–2005 Flanders
- 2006 Giant Asia Racing Team
- 2007 DFL-Cyclingnews-Litespeed
- 2008 An Post-M. Donnelly-Grant Thornton-Sean Kelly Team
- 2009–2010 Cervélo TestTeam
- 2011 Team Garmin-Cervélo
- 2012 Team IG-Sigma Sport